# Yoshihiro Nitta
Yoshihiro Nitta (jap. 新田佳浩 Nitta Yoshihiro; ur. 8 czerwca 1980) – japoński niepełnosprawny biegacz narciarski i biathlonista. Dwukrotny mistrz paraolimpijski w biegach narciarskich z Vancouver.

## Medale igrzysk paraolimpijskich

### 2010
- Biegi narciarskie – 10 km – osoby stojące
- Biegi narciarskie – sprint 1 km st. klasycznym – osoby stojące

### 2002
- Biegi narciarskie – 5 km st. klasycznym – osoby stojące